# Thymus praecox
Thymus praecox là một loài thực vật có hoa trong họ Hoa môi. Loài này được Opiz miêu tả khoa học đầu tiên năm 1824.

## Hình ảnh

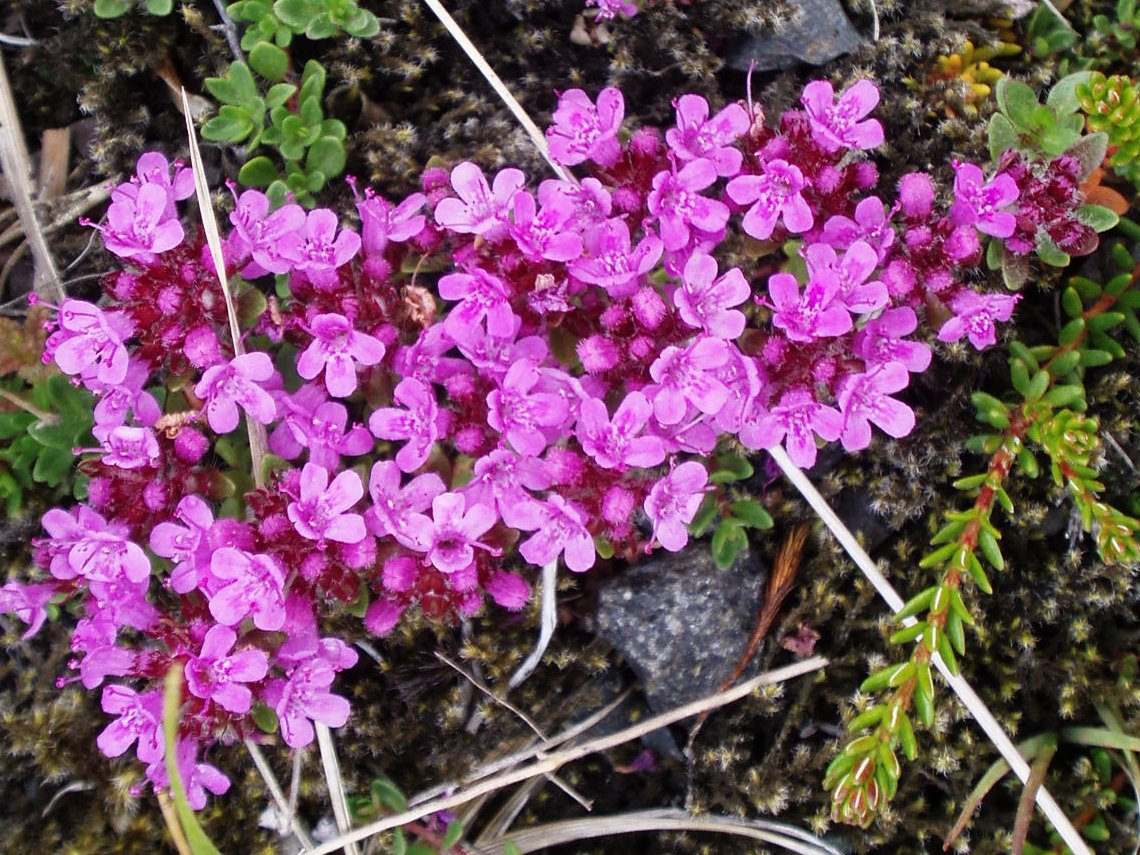
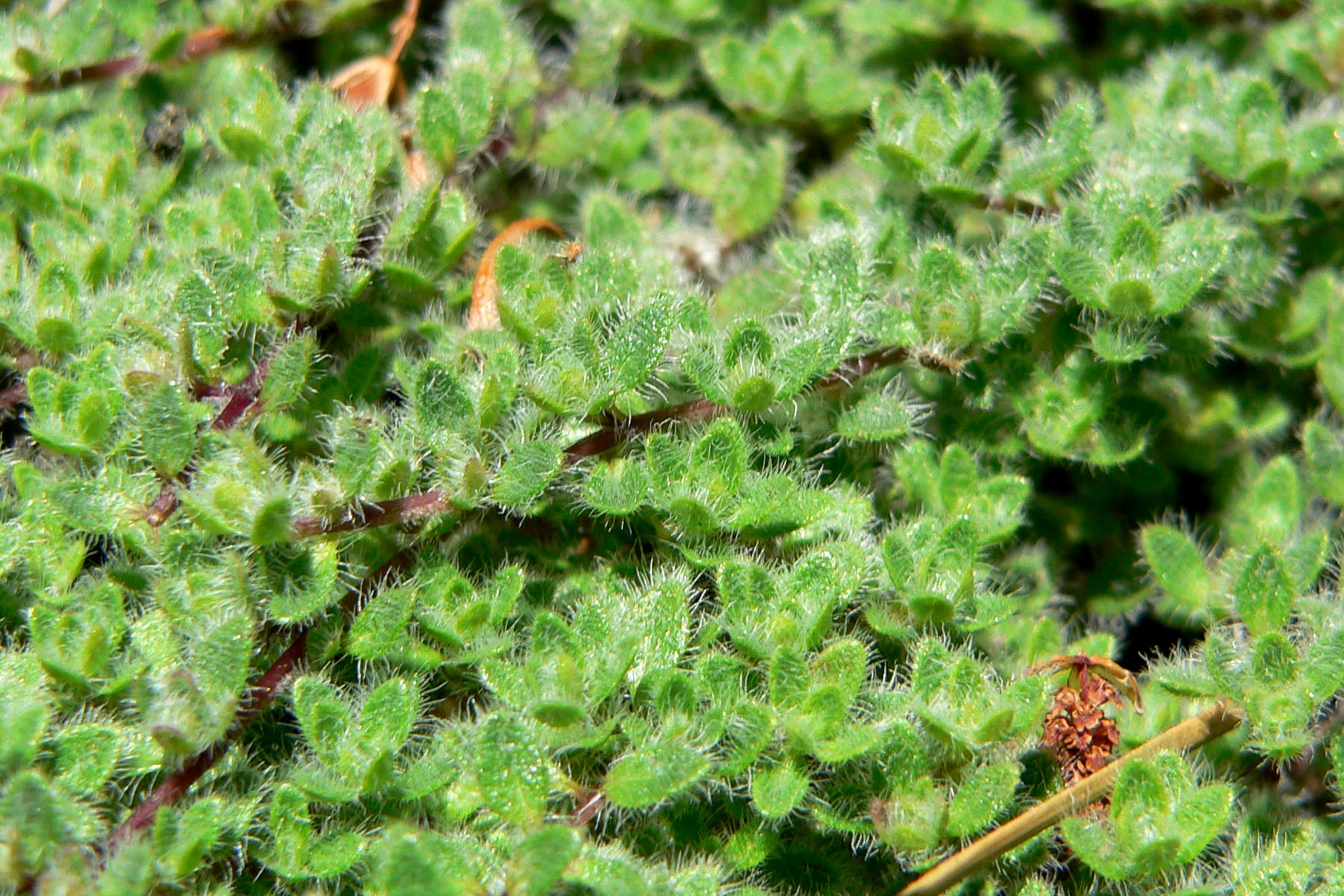
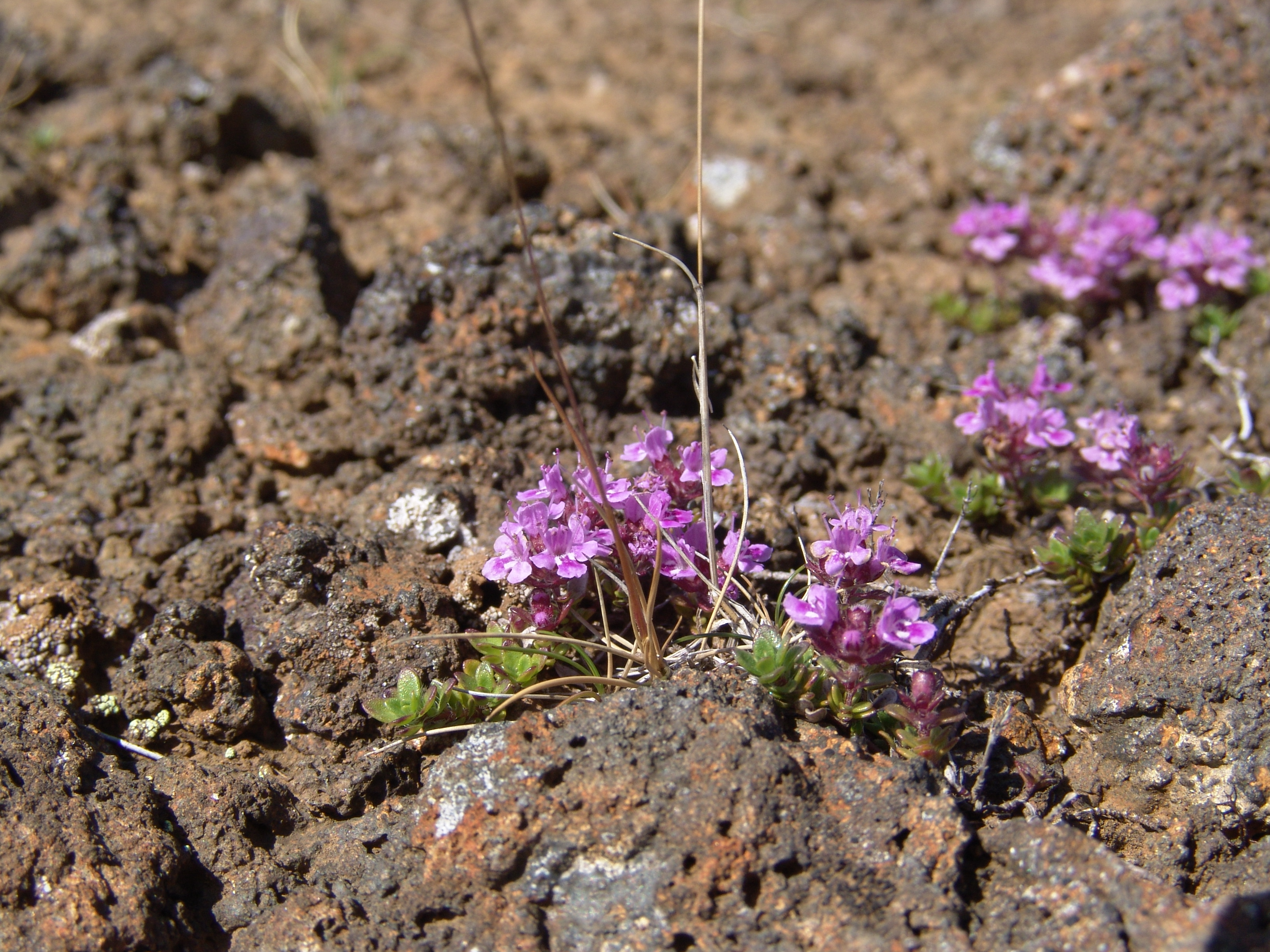
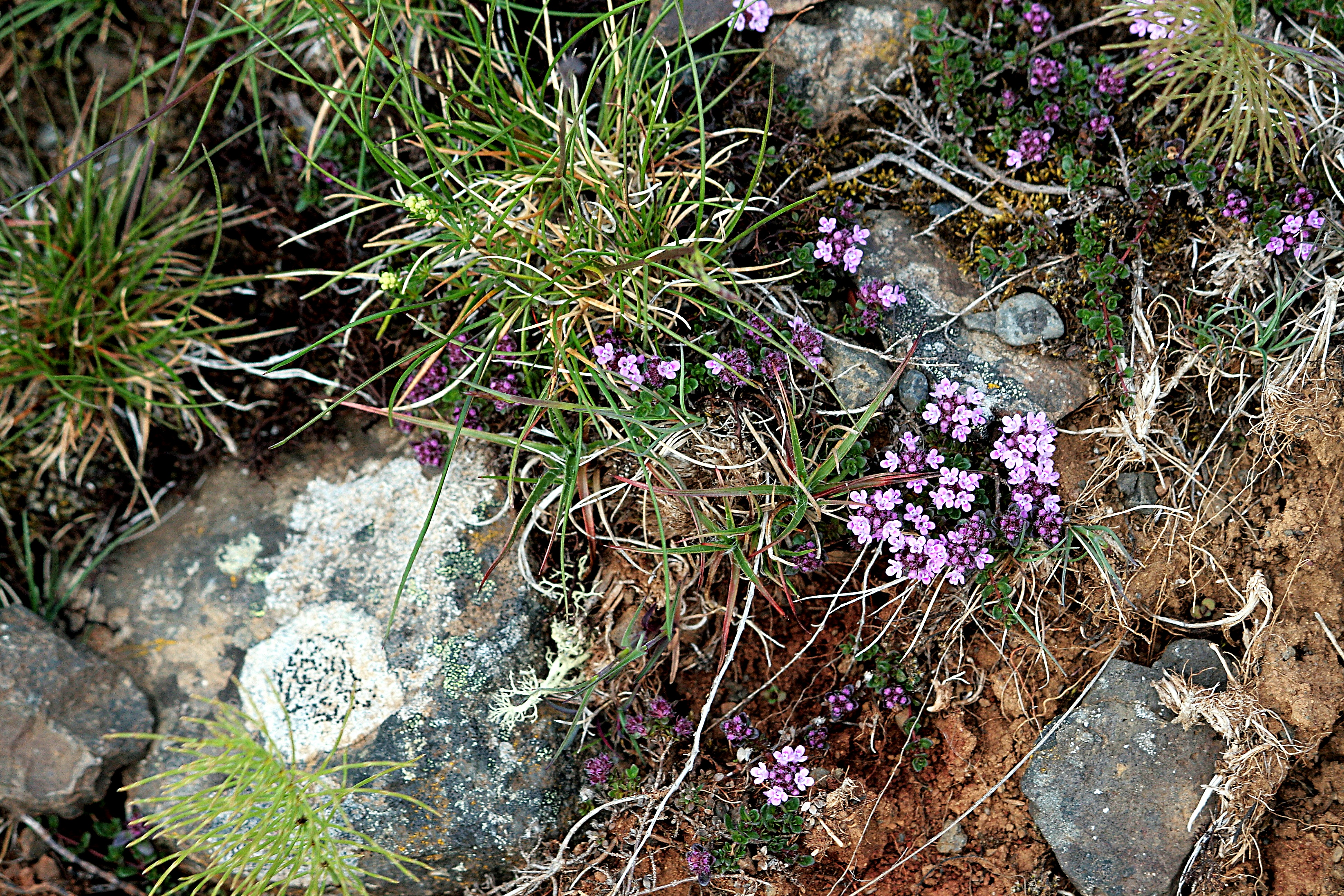